# Yuna
Shin Yu-na (koreanska: 신유나), känd mononymt som Yuna, född 9 december 2003 i Suwon, är en sydkoreansk sångerska, rappare och dansare. Hon är medlem i den sydkoreanska tjejgruppen Itzy, som bildades av JYP Entertainment 2019.

## Tidiga år
Yuna föddes den 9 december 2003 i Suwon, Sydkorea. När hon gick i grundskolan spelade hon innebandy på nationell nivå och representerade provinsen Gyeonggi. 2016 upptäcktes Yuna av en agent från JYP Entertainment på en musikfestival. Efter en lyckad audition anslöt hon sig till företaget som trainee. Hon studerade vid Hanlim Multi Art School.

## Karriär

### Innan debuten (2017)
2017 medverkade Yuna med i det första avsnittet av Stray Kids tillsammans med hennes blivande gruppmedlemmar Yeji, Ryujin och Chaeryeong. Samma år var hon med i en video för BTS:s "Love Yourself" (Highlight Reel) tillsammans med Ryujin.

### Debut med Itzy (2019–nutid)
Den 12 februari 2019 debuterade Yuna som medlem i Itzy. Gruppen debuterade med singelalbumet It'z Different, ledd av singeln "Dalla Dalla". Till gruppens åttonde EP Born to Be spelade Yuna in sin första sololåt, "Yet, But", som hon var med och skrev tillsammans med Saint, Lee Woo-bin och Machi. I januari 2025 lanserade Yuna sin egen Youtube-kanal, som ska fokusera på hennes vardag och relationen med hennes fans.